# Jalgpalliselts Estonia Tallinn
Il Jalgpalliselts Estonia Tallinn (noto anche come JS Estonia Tallinn o Estonia Tallinn) era una società calcistica estone di Tallinn.

## Storia
Fondata nel 1930, ha disputato due stagioni della seconda serie estone, vincendo al secondo tentativo.
Al primo anno nella massima divisione calcistica estone nel 1933 ha sfiorato il titolo (perso per un solo punto), vincendo, poi, i 5 campionati successivi consecutivamente.
Dopo altri due secondi posti, vinse il suo sesto titolo nel 1943, per poi scomparire l'anno successivo.

## Palmarès

### Competizioni nazionali
- Campionato estone: 6

1934, 1935, 1936, 1937-1938, 1938-1939, 1943
- Seconda divisione estone: 1

1932

### Altri piazzamenti
- Campionato estone:

Secondo posto: 1933, 1939-1940, 1942